# Hans Jakob
Hans Jakob (né le 16 juin 1908 à Munich et mort le 23 mars 1994 à Ratisbonne) est un footballeur allemand des années 1930 et 1940.

## Biographie
En tant que gardien, Hans Jakob fut international allemand à 38 reprises (1930-1939) pour aucun but inscrit. 
Il participa à la Coupe du monde de football de 1934, où il ne joua que le match pour la troisième place, contre l'Autriche. Il termina troisième du tournoi. 
Il fit aussi les JO 1936, où il ne joua un match sur les deux (contre la Norvège) mais l'Allemagne fut éliminée en quarts. 
Il fit partie des sélectionnés pour la Coupe du monde de football de 1938 mais il ne joua aucun match et l'Allemagne fut éliminée dès le premier tour.
Il joua pendant seize saisons au SSV Jahn Ratisbonne (où il jouera plus de 1 000 matchs) et trois saisons au Bayern Munich. Il ne remporta aucun titre.

## Palmarès
- Coupe du monde de football
  - Troisième en 1934
- Gauliga Bayern
  - Vice-champion en 1944